# Articulación (arquitectura)
La Articulación, en el arte y la arquitectura, es la manera en que se diseñan los encuentros y los vínculos entre los distintos elementos que componen un diseño. Existen diversos grados de articulación, de tal forma que cada parte de un diseño puede relacionarse con el todo en un rango amplio de niveles, desde la simple yuxtaposición hasta altos grados de continuidad y unidad entre las piezas. La articulación de un edificio pone en evidencia cómo las partes se vincularon para formar el todo, al enfatizar cada una de ellas de manera reconocible. En los diseños muy articulados, cada parte es claramente distinguible en sí misma.

## Continuidad y fusión
El concepto opuesto al de articulación de las partes es el de continuidad y fusión, en donde se minimiza la diferenciación de las partes. Una articulación de piezas distinguibles pone el énfasis en los quiebres estratégicos, mientras una articulación de continuidad se apoya en las transiciones sutiles. La continuidad (o fusión) minimiza la independencia de los elementos y pone el foco en la parte más importante del todo, reduciendo la atención en los otros elementos independientes.

## Articulación o continuidad
La forma articulada enfatiza las partes que conforman un edificio, haciéndolas visualmente distinguibles. En oportunidades, se termina desdibujando la lectura del todo, fragmentándolo en demasiadas piezas, pero generalmente la articulación busca un balance entre ambos extremos.

## Articulación de espacios
La arquitectura se ha definido como “el arte de la articulación de espacios”. Y la geometría es la herramienta básica de un arquitecto, pero no es su forma de comunicarse. Esta forma es la definición de los objetos en el espacio que los rodea, de manera tal que la articulación es “la geometría de la forma y el espacio”.

## Ejemplos

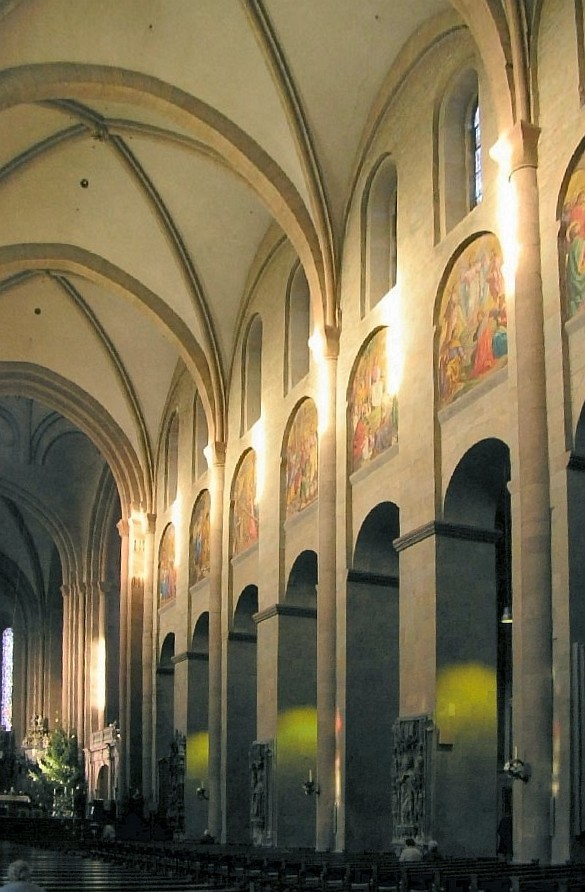
La articulación de tres niveles en uno de los muros internos de la Catedral de Mainz.

### Arquitectura románica
Las iglesias románicas se diferenciaron de sus predecesoras por la articulación vertical de sus muros. Al dividir el muro a través de vanos, utilizando pilastras, se logró una nueva unidad vertical en el espacio interior. También se alcanzó una nueva visión tridimensional al utilizar la línea horizontal de la arcada y el claristorio. El uso de la pilastra compuesta permitió que las columnas de los muros se elevaran más de tres niveles, junto a las paredes portantes que soportaban el peso de los arcos y las bóvedas de las naves laterales.

### Ópera de Sídney

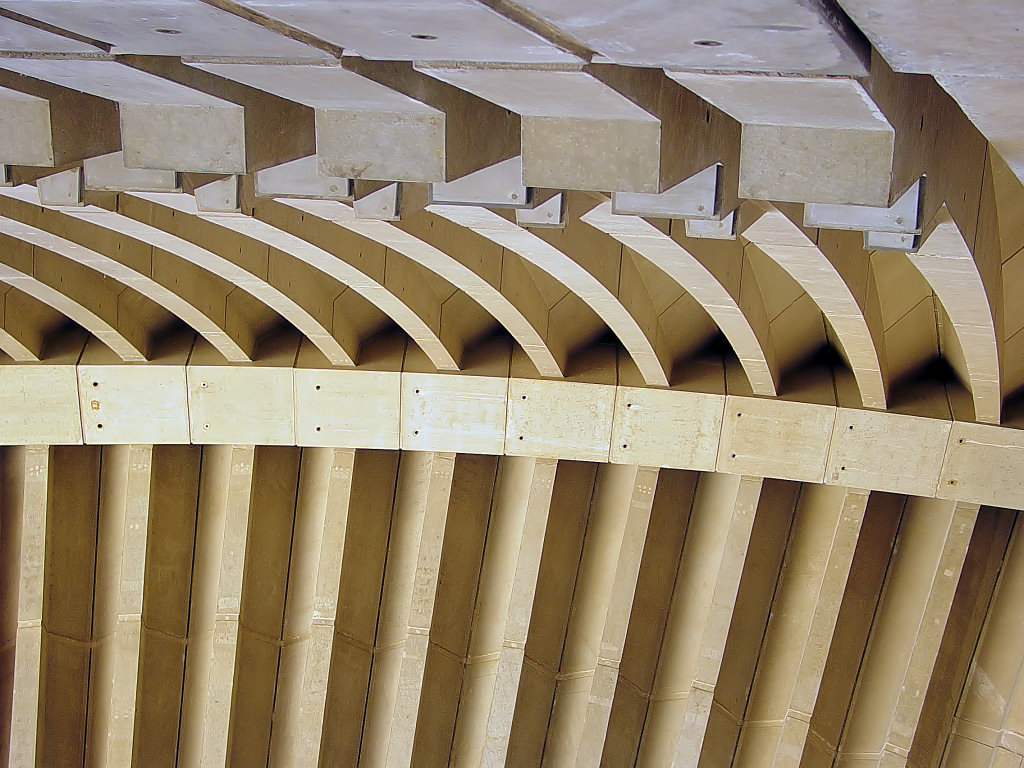
Costillas bajo las “alas” de la Ópera de Sídney

Este edificio muestra una combinación de articulación de partes y fusión. Aunque las “alas” de la Ópera se mantienen articuladas con respecto al todo, bajo la cubierta las costillas de la estructura han sido fusionadas, haciéndolas continuas, al revestir la estructura con una terminación unificadora. Así se han creado otras formas simbólicas, más grandes, dentro de la sucesión rítmica de la estructura del techo.

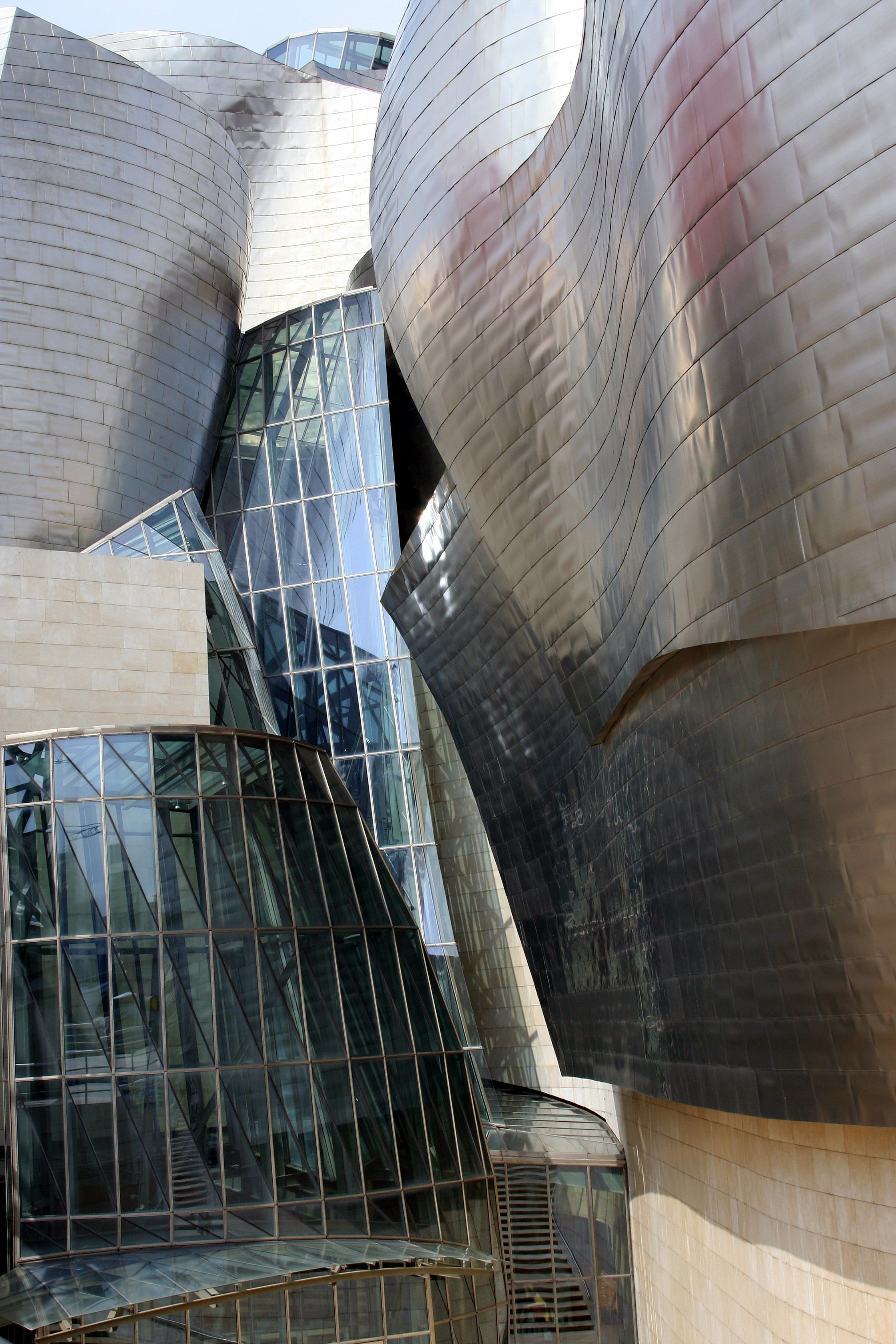
Museo Guggenheim de Bilbao

### Museo Guggenheim de Bilbao
En este edificio, la fusión y la continuidad predominan sobre la articulación de las partes. Las formas orgánicas de la fachada se diseñaron para parecer aleatorias, y de acuerdo a Frank Gehry, el autor de la obra, “las curvas han sido diseñadas para permitir el ingreso de luz”. De esta manera, se buscó una interacción entre el entorno y la forma.

## Usos de la articulación
En la arquitectura, la articulación de los espacios evidencia las siguientes funciones:
1. Circulaciones y movimiento
2. Usos y accesos
3. Secuencias y sucesiones
4. Simbolismo y significado

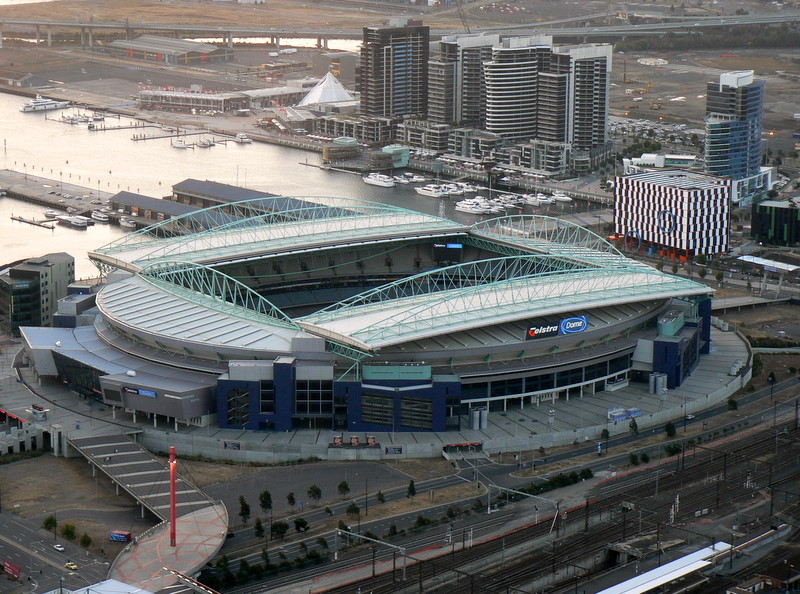
Articulación de circulaciones - Telstra Dome en Melbourne
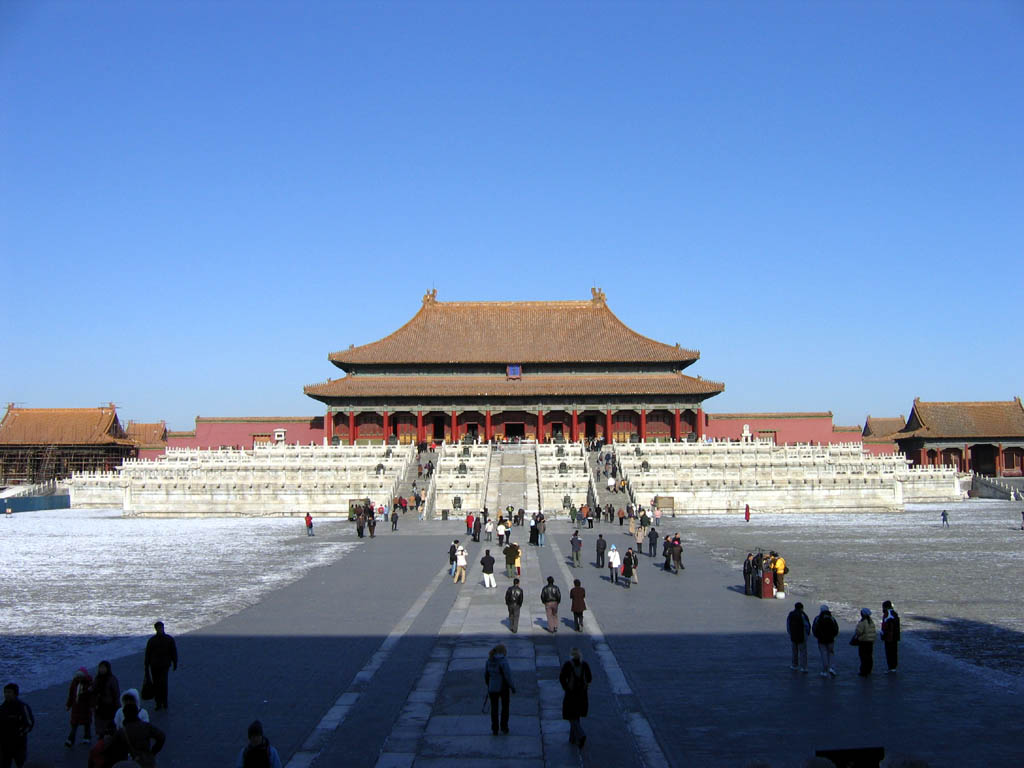
Articulación de usos y accesos - Ciudad Prohibida en Pekín
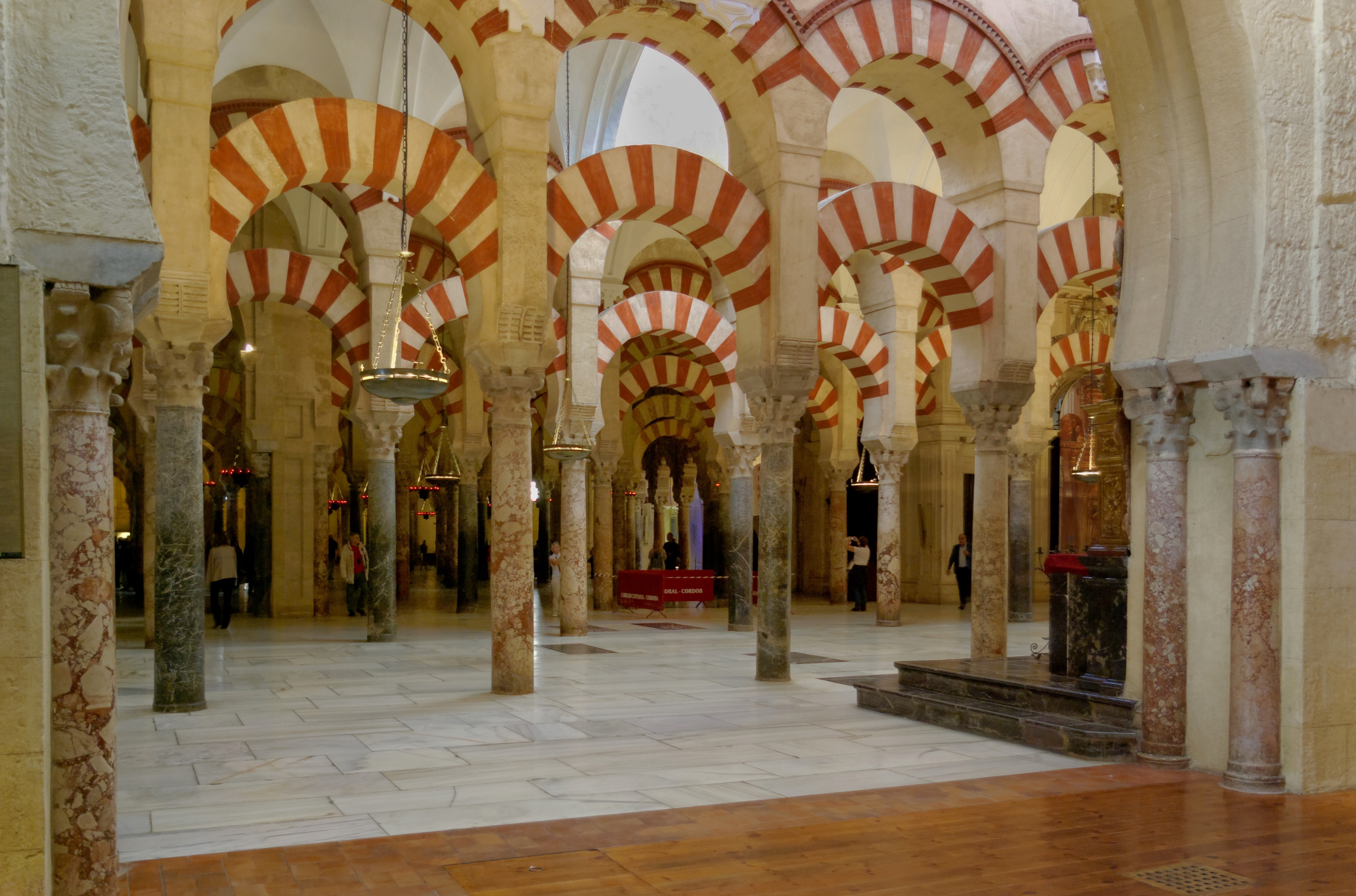
Articulación de secuencias y sucesiones - Arquitectura islámica: Mezquita de Córdoba
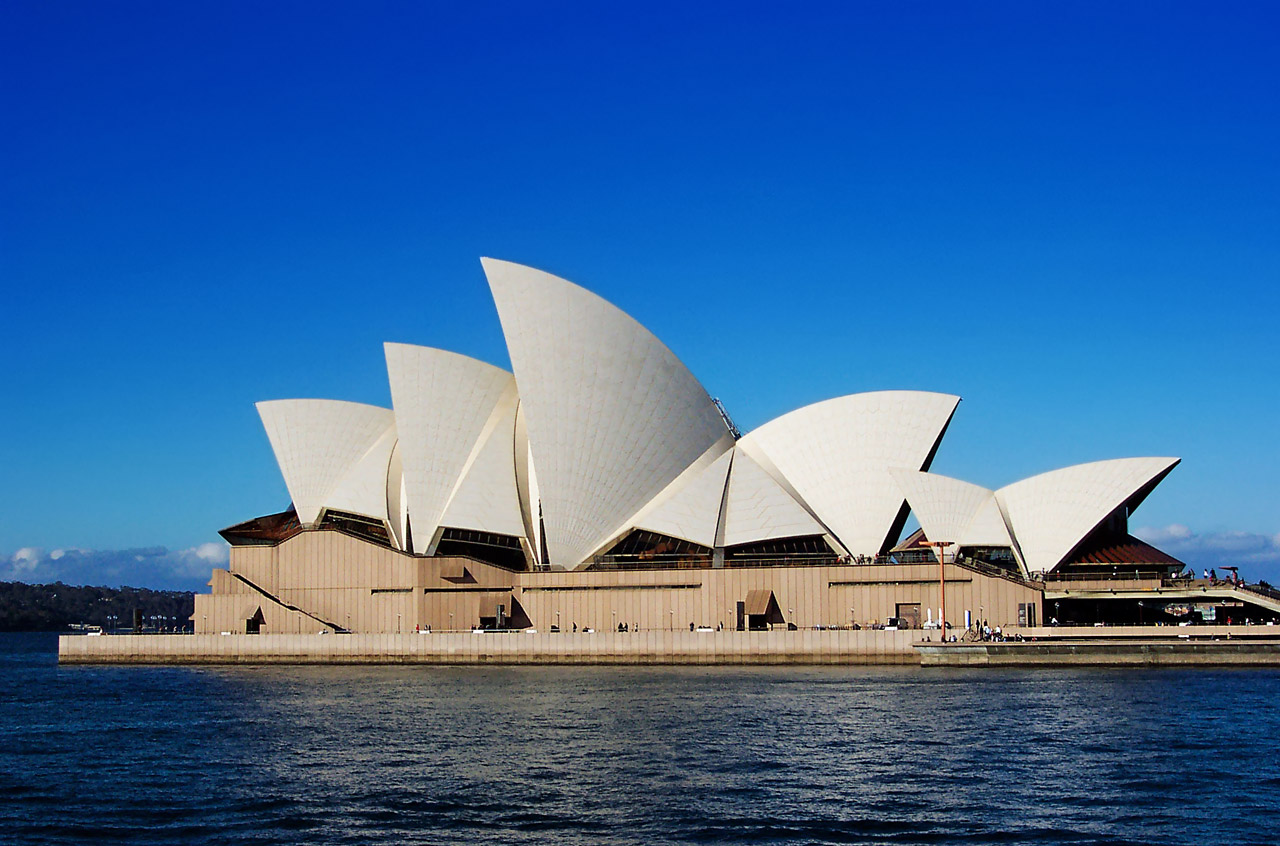
Articulación de simbolismo y significado - Ópera de Sydney

## Edificios altamente articulados
- Edificio Seagram, en Nueva York. Obra de Ludwig Mies van der Rohe
- Centro Georges Pompidou, en París. Obra de Renzo Piano y Richard Rogers
- El edificio de Fuji Television, en Tokio (perteneciente a la corriente del Expresionismo estructural). Obra de Kenzo Tange.